# Regionaler Naturpark Pyrénées Catalanes

Logo des Naturparks

Der Regionale Naturpark Pyrénées Catalanes (französisch Parc naturel régional des Pyrénées Catalanes) liegt im französischen Département Pyrénées-Orientales, in der Region Okzitanien.
Er grenzt im Westen an Andorra, im Süden an Spanien und erstreckt sich von der Gipfelkette der östlichen Pyrenäen bis ins östliche Pyrenäen-Vorland in einem Höhenbereich von rund 300 bis 3000 Metern. Die Entwässerung erfolgt ganz im Westen vom Fluss Ariège, im Norden und Osten durch die Flüsse Aude und Têt und im Süden durch die Sègre, die zum Flusssystem des Ebro gehört.
Der Naturpark umfasst die historischen Gebiete Haut-Conflent, Capcir und Cerdagne, die früher zu Nordkatalonien gezählt wurden. Als traditionelles Grenzgebiet gibt es hier auch eine Vielfalt von Festungsanlagen. Besonders zu erwähnen sind in diesem Zusammenhang das Fort Libéria, oberhalb von Villefranche-de-Conflent, und die Zitadelle von Mont-Louis, die beide vom Festungsarchitekten Vauban erbaut wurden und als Weltkulturerbe klassifiziert sind.
Die Parkverwaltung hat ihren Sitz in Mont-Louis (42° 30′ 32″ N, 2° 7′ 19″ O), für 2011 ist eine Verlegung nach Olette geplant.
Der Naturpark wurde 2004 gegründet, umfasst eine Fläche von rund 137.000 Hektar und ein Einzugsgebiet von etwa 23.000 Einwohnern. Der Naturpark besteht aus 64 Gemeinden. Eine touristische Attraktion ist die Bahnstrecke, die das Gebiet erschließt, die Ligne de Cerdagne. Sie verkehrt zwischen den Orten Villefranche-de-Conflent und Latour-de-Carol und ist wegen ihrer grell gelb bemalten Waggons auch als Train Jaune (dt.: gelber Zug) bekannt.

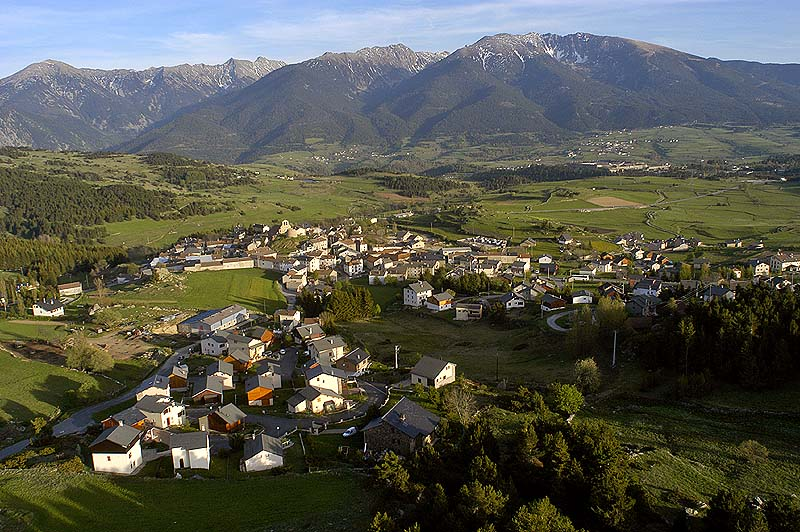
La Llagonne
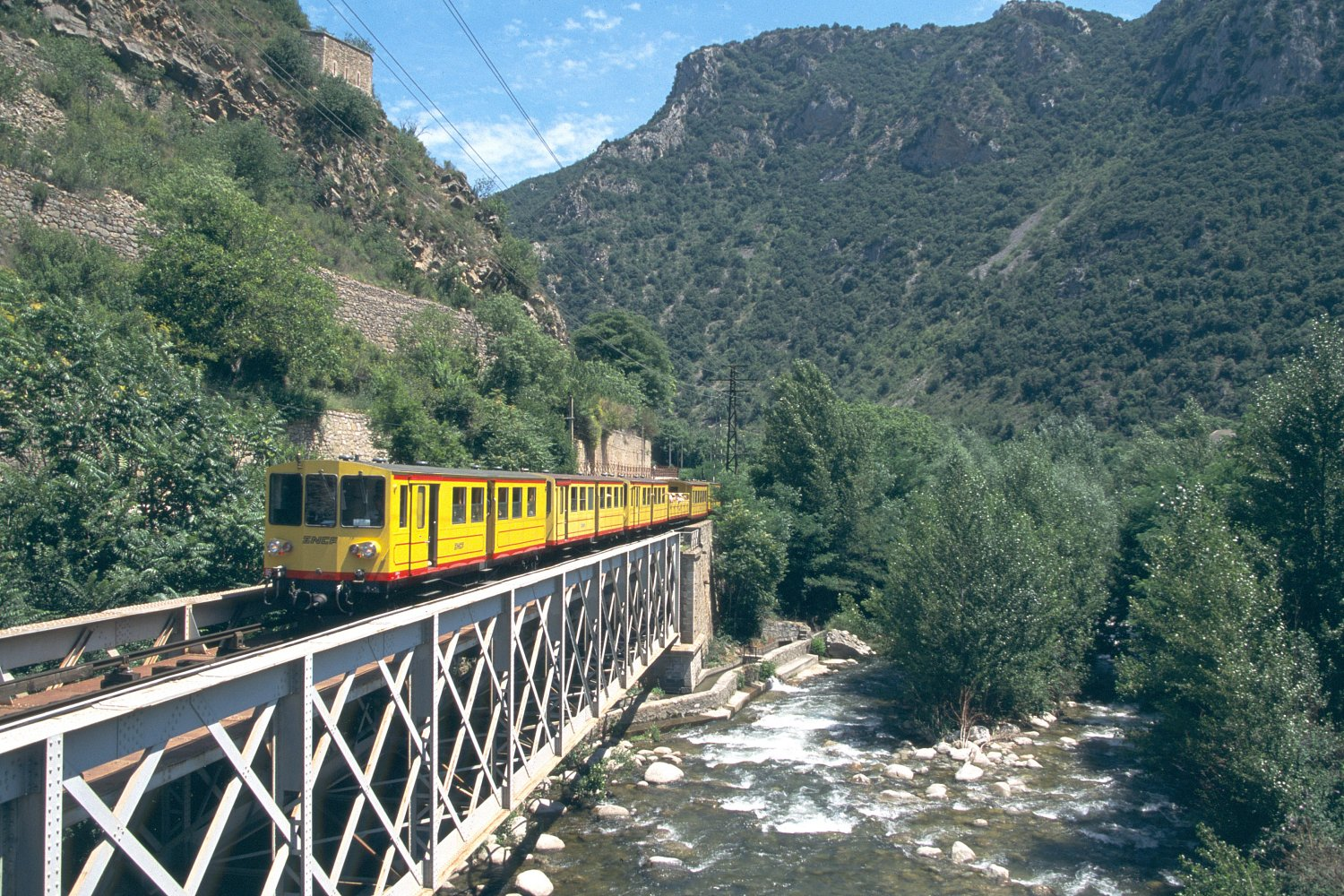
Der Train Jaune quert die Têt
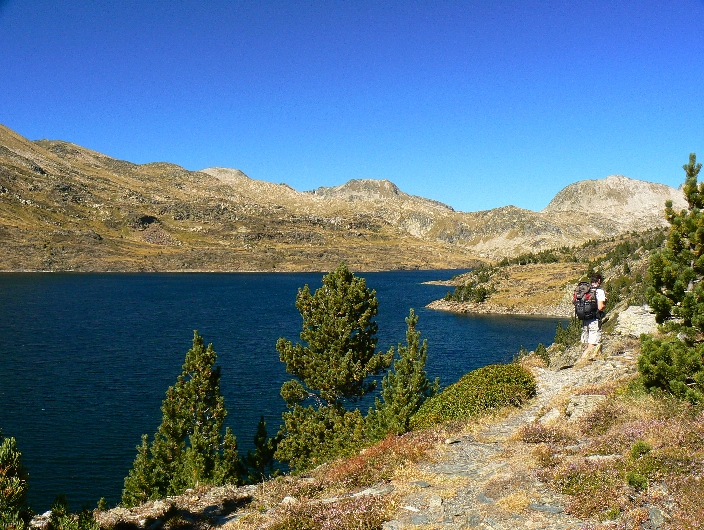
Lac du Lanoux
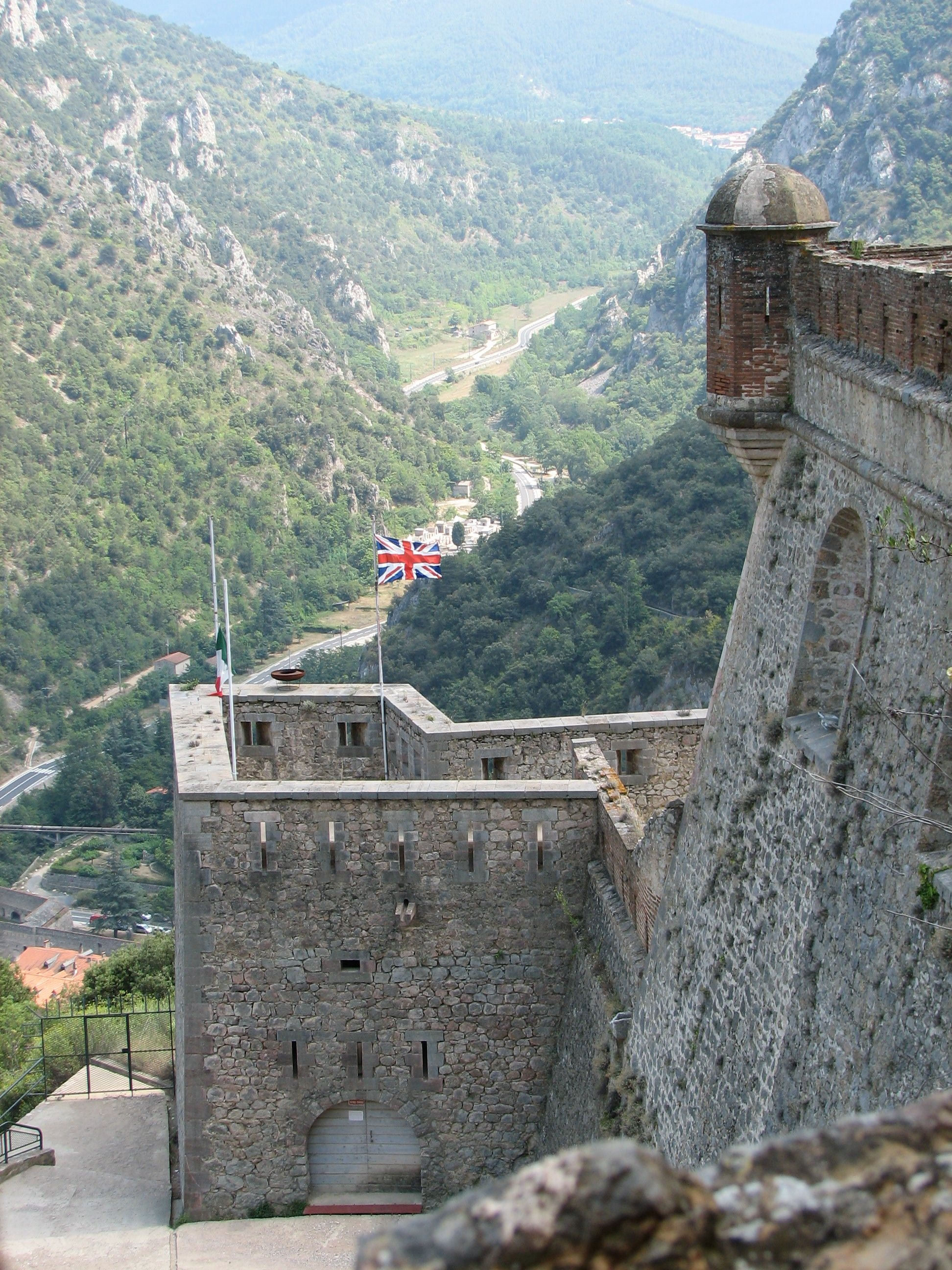
Blick vom Fort Libéria